# 'Ndrina Avignone
Gli Avignone sono una 'ndrina della 'ndrangheta, originaria di Taurianova (Reggio Calabria).
Operano a Taurianova, negli anni '90 hanno operato nel traffico di droga a Genova e dove sono alleati dei Mamone. In Calabria sono alleati dei Piromalli, dei Zappia e dei Gullace-Raso-Albanese.
Secondo la DIA sono "al vertice dell’omonima organizzazione criminale attiva nel comprensorio Taurianova e Cittanova; si tratta di una delle cosche di maggior tradizione e spessore criminale di tutta la 'ndrangheta".

## Storia

### Anni 2010
- 23 marzo 2017: operazione Gerry contro le cosche Bellocco, Piromalli, Molè, Avignone e Paviglianiti[4][5].

### Anni 2020
- 5 giugno 2021: operazione Spes contra Spem contro i Zagari-Viola-Fazzalari e gli Avignone[6][7][8][9][10][11].

## Esponenti di spicco
- Giuseppe Avignone (1938), condannato all'ergastolo dal 22 aprile 1977 nel carcere di Padova[1], ha commesso la strage di Razzà nel 1977. Si sposò con Chiara Anselmo, figlia del capo storico della 'ndrangheta di Cittanova Guerino Anselmo[2].
- Domenico Giovinazzo (1945-1990), ucciso nel 1990 durante la faida[12].
- Vincenzo Avignone (1963), ha operato a Roma per un periodo ora lavora nel suo ristorante a Schwerin in Germania[2].
- Guerino Avignone (1965), condannato all'ergastolo nel processo Taurus del 1999 che sconta nel carcere di Sulmona[2].